# Pasul Semmering
Pasul Semmering (germană Semmeringpass) este o trecătoare situată la altitudinea de 984 m deasupra n.m. care leagă regiunea „Alpilor Rax” din nord cu „Masivul Wechsel” în sud. În apropierea trecătorii se află la sud vârful Hirschenkogel (1.340 m) și la nord Pinkenkogel (1.292 m). Pasul Semmering face graniță naturală între landurile Niederösterreich și Steiermark din Austria. 
În anul 1854 se construiește peste trecătoare calea ferată Semmering.